# Katsaraíika
Katsaraíika (Katsaraiika) är en ort i Grekland.   Den ligger i prefekturen Messenien och regionen Peloponnesos, i den södra delen av landet, 180 km sydväst om huvudstaden Aten. Katsaraíika ligger 85 meter över havet och antalet invånare är 182.
Terrängen runt Katsaraíika är varierad. Havet är nära Katsaraíika söderut. Runt Katsaraíika är det ganska tätbefolkat, med 214 invånare per kvadratkilometer. Närmaste större samhälle är Kalamata, 4,0 km sydost om Katsaraíika. == Kommentarer ==
1. ↑  Framräknat ur variansen i alla höjduppgifter (DEM 3") från Viewfinder Panoramas, inom 10 km radie.[2] Mer om algoritmen finns här: Användare:Lsjbot/Algoritmer.